# Martin Phillipps
Martin John James Phillipps (Wellington, 2 de julio de 1963 - Tainui, Dunedin, Otago, 28 de julio de 2024) también conocido por su nombre artístico como: Martin Phillipps  fue un compositor, guitarrista y cantante neozelandés, conocido de forma independiente por ser el miembro y vocalista principal del grupo neozelandés de rock: The Chills.

## Historia
Phillipps nació en Wellington en 1963 fueron sus padres Barbara Laurenson y Donald Phillipps y de su hermana llamada Rachel Phillipps que también fue integrante de The Chills, ejerciendo de tecladista en 1980; las mayores influencias del músico cito a: Nick Drake, Randy Newman, The Beach Boys y varios grupos y músicos del rock psicodélico.
Fue egresado de la "Logan Park High School" de Dunedin en la cual formó a la edad de 15 años su primer grupo llamado: The Same.
Fue miembro y fundador de la banda neozelandesa de rock The Chills, así como colaborador y miembro de bandas como: The Pop Are Toasters. 

### Fallecimiento
Martin sufrió a lo largo de su vida de alcoholismo, llevándole igual a sufrir de hepatitis C debido a que Phillipps consumia drogas.; debido a este problema se le ocasiono daños de forma permanente en su organismo, aunque el vocalista logró rehabilitarse y tener un tratamiento exitoso para poder salir de la hepatitis que padecia en el 2010, En un documental de la cadena televisiva New Zealand TV realizado en el 2019 reveló el vocalista y cantante, que padecia de esta enfermedad misma aunque ya rehabilitada desde el 2010, Phillipps debido a sus daños y complicaciones de salud en su organismo que a través del tiempo le fueron afectando, sus complicaciones lo llevaron a encontrarlo muerto en su hogar en Tainui, Dunedin, Otago, el día 28 de julio de 2024 a los 61 años; A pesar de todos estos padecimientos que tenía el músico, la causa real sigue siendo desconocida hasta la fecha.
Su funeral fue realizado en el "Dunedin Town Hall" en Dunedin, Otago, en la cual estuvo presente el excanciller de la Región de Otago: Grant Robertson, para realizarlo, estuvieron presentes familiares de Phillipps, seguidores de culto del músico y amigos del mismo. Los restos de Phillipps fueron después incinerados después de la realización de su funeral.

### Legado
Los grupos neozelandés y australiano de rock: Split Enz y Crowded House mencionaron citar a Phillipps como: "verdaderamente original, fascinante y dedicación a la magia y el misterio de la música".

## Discografía (como solista)

### Álbumes de estudio
- 1999: Sketch Book: Volume One

### EP
- 2012: Songs from Solo Below

### Recopilaciones
- 1986: Outnumbered by Sheep...
- 1995: Abbasalutely: A Flying Nun Tribute to the Music of ABBA
- 1995: We're All Normal and We Want Our Freedom - A Tribute to Love
- 1997: Mushroom Music New Zealand
- 2007: Flying Nun 25th Anniversary Boxset